# Hammer Session! (serie televisiva)
Hammer Session! è un dorama stagionale estivo in 11 puntate prodotto da TBS e mandato in onda nel 2010. L'opera è tratta dal manga omonimo di Hiroyuki Yatsu e Namoshiro Tanahashi.

## Trama
Due carcerati riescono a fuggire dopo che il camioncino della polizia in cui erano trasportati ha un incidente. Uno di loro è un pericoloso mafioso che immediatamente si dà alla macchia; l'altro invece, chiamato all'interno della sua cerchia Otowa Yonko, è un "artista truffatore" esperto nel far svanire i soldi dalle tasche dei legittimi proprietari.
Mentre sta cercando un luogo sicuro in cui poter trovar riparo, ha l'occasione di diventar il nuovo insegnante di una scuola per ragazzi difficili: il compito che il preside gli affida è quello d'insegnar agli studenti la perfetta integrazione nella società. Assume così il nome di Goro Hachisuka ed inizia le sue durissime lezioni denominate "Session Hammer!" (sessioni martello).

## Cast
- Mokomichi Hayami - Hachisuka Goro
- Mirai Shida - Tachibana Kaede
- Manami Higa - Mizuki Ryoko
- Hideo Ishiguro - Shiba Yuusei
- Jingi Irie - Kai Tamotsu
- Kazuma Sano - Fujii Keisuke
- Toshi Takeuchi - Kurosawa Masamune
- Masaki Suda - Sakamoto Yohei
- Shogo Sakamoto - Nojima Kenta
- Ryō Ryūsei - Hirose Takumi
- Shūhei Nomura - Ebihara Ken
- Nobuhiro Nobuyama - Katsuragi Shingo
- Rio Yamashita - Sakiyama Erika
- Rina Aizawa - Mizuno Mayu
- Mary Matsuyama - Saotome Yoko
- Yuko Takayama - Nitta Mashio
- Saaya - Asakura Yui
- Yuko Masumoto - Ando Misaki
- Izumi Fujimoto - Hasegawa Chinatsu
- Haruka Tateishi - Inoue Momoka
- Erina Nakayama - Kawahara Shiori
- Hidemi Hikita - Fujimoto Anna
- Mao Katsume - Ishida Yuuki
- Emiri Miyasaka - Satonaka Reina
- Tatsuya Hino - Hattori Yuichiro
- Akira Nagata - Tsukamoto Tetsuya
- Kenji Murakami - Roku
- Mari Hamada - Oota Kiyoko
- Naomasa Musaka - Imamura Shohei
- Fumiyo Kohinata - Mizuki Kenichi, preside
- Keisuke Horibe - Tachibana Kouichi

### Star ospiti
- Masahiro Komoto - Shiba Hiroyuki (ep1)
- David Itō - Store Manager (ep2)
- Keiko Oginome - Kurosawa Shizuko (ep3)
- Kyoko Hinami - Kawasaki Mika (ep3)
- Kazuma Suzuki - Takada Shinya (ep4)
- Maha Hamada - Takada Ayano (ep4)
- Masayuki Yorozu - Hayakawa (ep4)
- Satomi Tezuka - Sakiyama Yuriko (ep5)
- Kuromi Tachibana - Kurumi (ep5)
- Akemi Omori - Nojima Sayako (ep6)
- Rio as a vendor (ep6)
- Ikki Sawamura - Sekiya Toru (ep7)
- Naoki Kawano - Tetsu (ep7)
- Hironari Amano - Kenji (ep7-8)
- Rika Adachi - Nakasato Miho (ep7)
- Yu Hasebe - Aya (ep7)
- Nana Katase - Shiraishi Rie (ep8)
- Shiro Namiki - Takeda Kazou (ep8)
- Kenichi Yajima - Kai Suguru (ep9)
- Yumiko Furuya - Kai Mitsuko (ep9)
- Kai Inowaki - Kai Shumei (ep9)
- Yugo Fujii - Sakuma (ep9)
- Jirō Satō - Kimura (ep10)
- Honoka Nabemoto - Sakamoto Ayaka (ep10)
- Akane Yoshida (ep11)